# Aeropuerto de Thumamah
El Aeropuerto de Thumamah (OACI: OETH) es un aeropuerto ubicado cerca de Ath Thumamah en Arabia Saudita. Está ubicado a unos 28.9 km al norte del Aeropuerto Internacional Rey Khalid.